# Герман (Аав)
Герман Аав (ест. Herman Aav; 2 вересня 1878, містечко Гелламаа Мугунсаарської округи, Естонія — 14 січня 1961, м. Куопіо, Фінляндія) — архієпископ Карельський та всієї Фінляндії (1925—1960), предстоятель Православної Церкви Фінляндії.

## Біографія
Народився в сім'ї естонського псаломщика на острові Мугу. В Ризі закінчив духовне училище (1894) та духовну семінарію.
Церковну службу розпочав псаломщиком у місті Хаапсалу. Далі став дияконом, священиком. Служив у православних парафіях Естонської єпархії в містах Лелле, Вяндра та Мустяла. Був благочинним округу Сааремаа та членом Помісного Собору Православної Церкви Естонії.
1922 року Собор Фінляндської Церкви обрав Германа Аава вікарієм архієпископа Фінляндського та Виборзького Серафима Лук'янова. 8 липня 1922 (за іншими даними — 1923 року) в Константинополі Патріарх Мелетій IV хіротонісував його в єпископа Сортавальського.
1925 року, після усунення від управління Церквою архієпископа Серафима, поставлено главою Церковного управління Фінляндської Церкви з титулом архієпископа Карельського та всієї Фінляндії.
Від 1 липня 1960 року на єпископ на спокої через хворобу, а вже наступного року помер.